# San Kamphaeng
San Kamphaeng ( (Thai: สันกำแพง, prononcer [sǎn kām.pʰɛ̄ːŋ])) est une ville de Thaïlande située dans la province de Chiang Mai, dans l'amphoe de San Kamphaeng. Elle se trouve au sud-est de la capitale provinciale Chiang Mai. Au recensement de 2005 elle comptait 13 686 habitants.

## Personnalités
San Kamphaeng est le lieu de naissance de Yingluck Shinawatra, première femme Premier ministre de Thaïlande et de son frère Thaksin Shinawatra, 31e Premier ministre de Thaïlande (2001-2006).

## Tourisme et géologie
Les geysers et sources d'eau chaude de San Kamphaeng, se trouvent au cœur d'un parc très prisé des Thaïlandais.

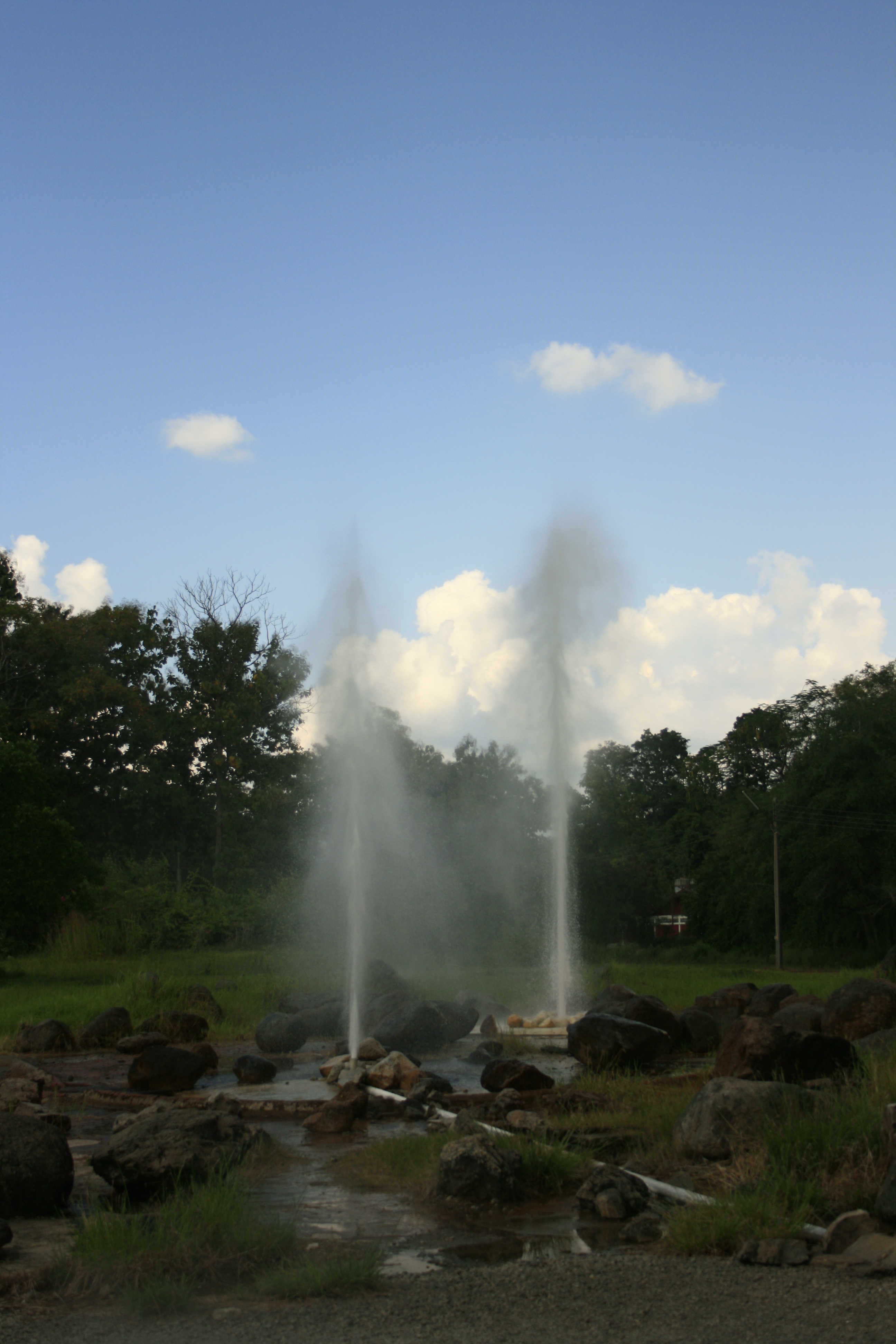
Les geysers de San Kamphaeng
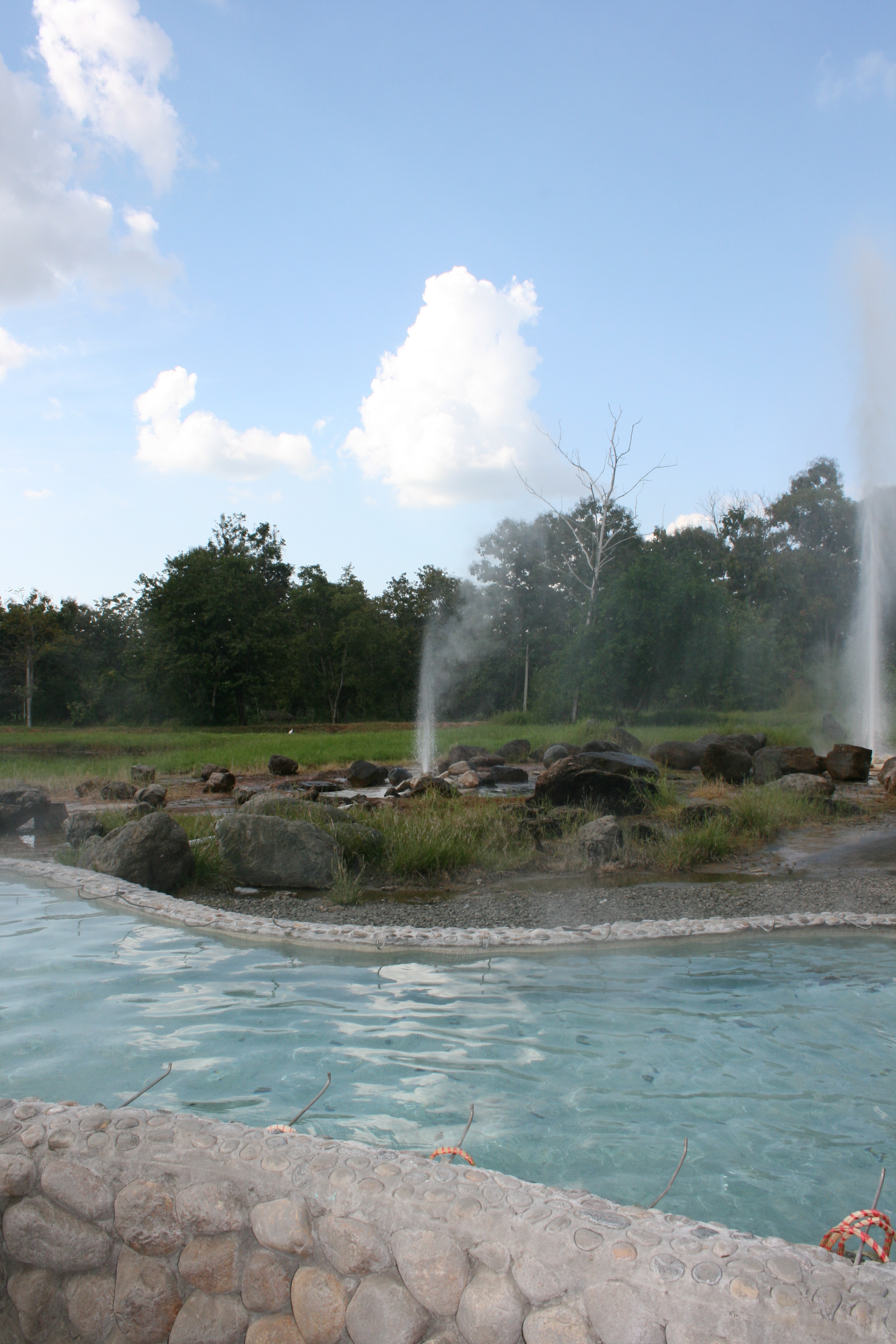
Les geysers de San Kamphaeng
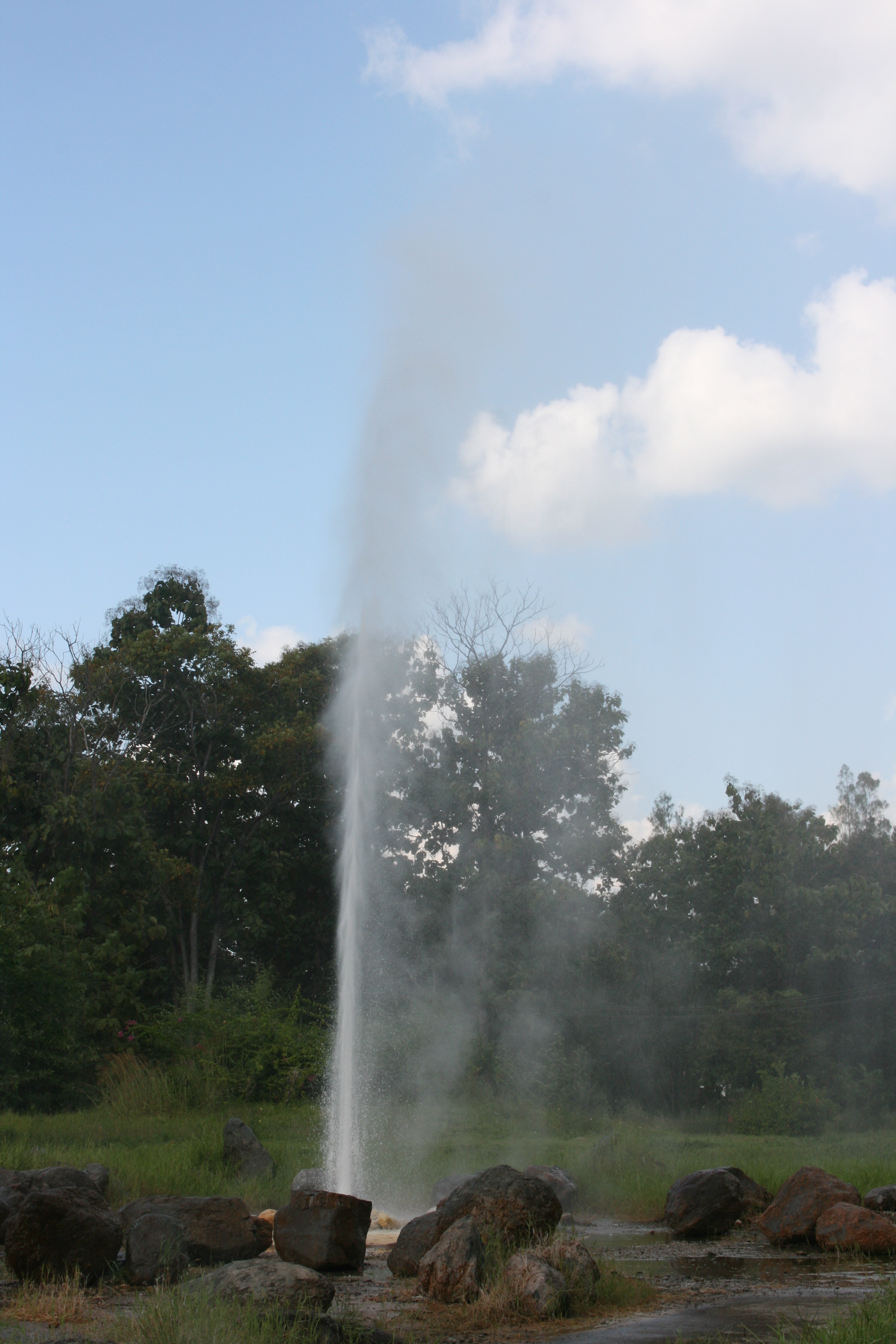
Les geysers de San Kamphaeng
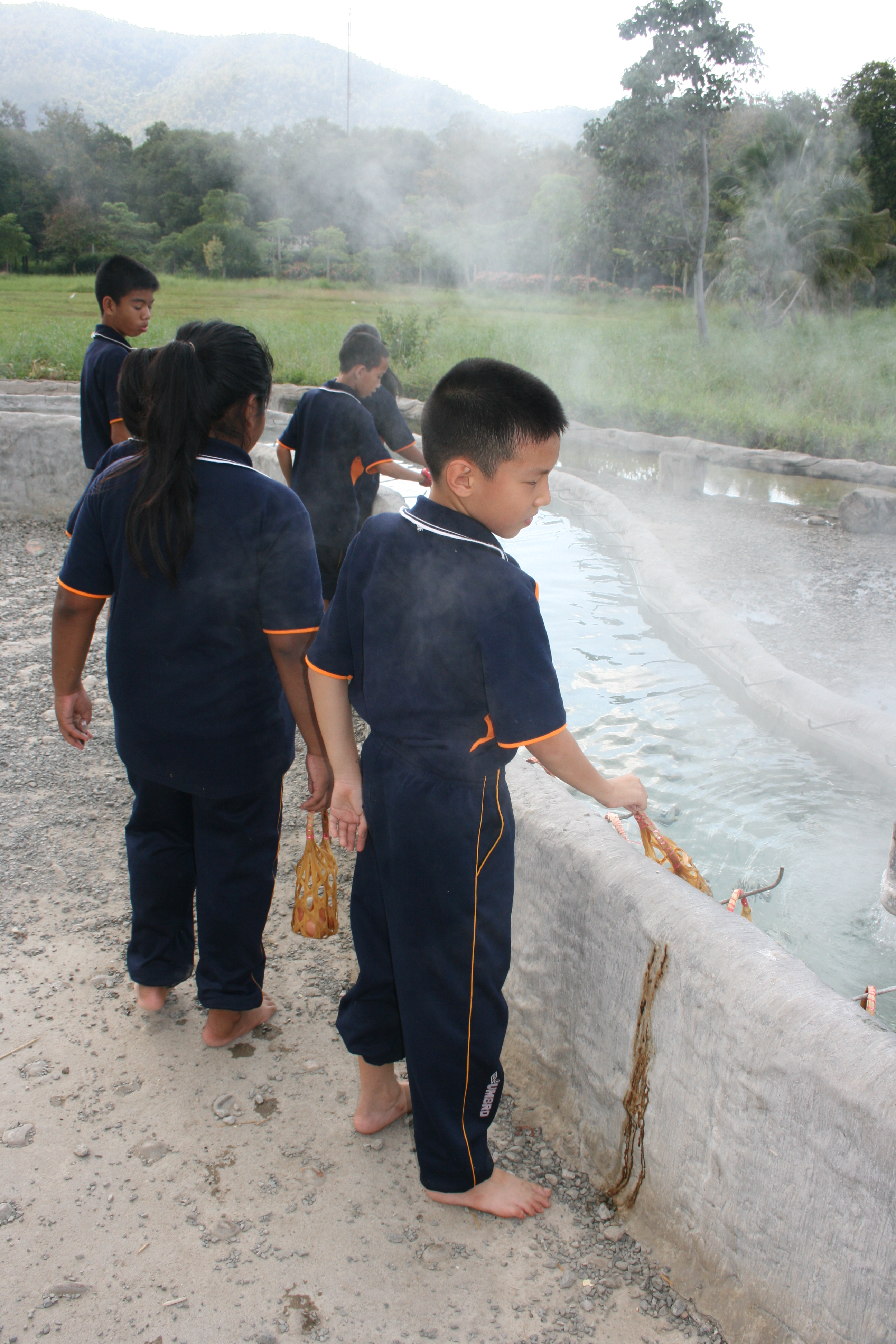
Les sources d'eau chaude de San Kamphaeng